# Saint-Julien-de-l’Herms
Saint-Julien-de-l’Herms ist eine französische Gemeinde mit 163 Einwohnern (Stand: 1. Januar 2022) im Département Isère in der Region Auvergne-Rhône-Alpes; sie gehört zum Arrondissement Vienne und zum Kanton Roussillon. 

## Geografie
Die Gemeinde Saint-Julien-de-l’Herms liegt etwa 19 Kilometer ostsüdöstlich von Vienne am Fluss Varèze. Umgeben wird Saint-Julien-de-l’Herms von den Nachbargemeinden Meyssiez im Nordwesten und Norden, Villeneuve-de-Marc im Norden und Nordosten, Bossieu im Osten und Südosten, Pommier-de-Beaurepaire im Südosten und Süden, Pisieu im Süden, Primarette im Südwesten und Westen sowie Cour-et-Buis im Westen und Nordwesten.

## Bevölkerungsentwicklung
| Jahr                       | 1962 | 1968 | 1975 | 1982 | 1990 | 1999 | 2011 | 2021 |
| Einwohner                  | 139  | 117  | 108  | 98   | 103  | 111  | 141  | 160  |
| Quellen: Cassini und INSEE |      |      |      |      |      |      |      |      |

## Sehenswürdigkeiten
- Kirche Saint-Julien